# Benedykt Kubicki
Benedykt Kubicki (lit. Benedyktas Kubickis, ros. Кубицкий, Бенедикт Наполеонович; ur. 21 marca 1874 w Święcianach, zm. 18 lutego 1951 w Łodzi) – polski malarz, profesor nadzwyczajny Uniwersytetu im. Stefana Batorego w Wilnie.

## Życiorys
W młodości Benedykt Kubicki zdał egzamin czeladniczy na cukiernika. W latach 1884–1886 uczęszczał do szkoły Cebrowskiego w Wilnie, następnie uczył się w domu oraz w szkole rysunkowej Trutniewa. W 1888 rozpoczął naukę w szkole przy Towarzystwie Zachęty Sztuk Pięknych w Petersburgu, w której w trakcie nauki zdobył 2 nagrody: II nagrodę za rzeźbę w 1889 oraz nagrodę księcia Oldenburgskiego za drzeworyt w 1891.
Następnie edukował się na Akademii Sztuk Pięknych w Petersburgu, na której naukę zakończył w 1897 prawdopodobnie w wyniku uczestnictwa w strajkach studenckich. Świadectwo nauczyciela szkół średnich wydane przez ASP w Petersburgu uzyskał dopiero w 1901. W 1897 wyjechał na studia do Monachium, gdzie uczył się u Antona Ažbego i Simona Hollósego i Stanisława Grocholskiego. Następnie w 1898 wyjechał na studia do Włoch, a następnie wraz z Hollósym i innymi jego studentami wyjechał na studia plenerowe na Węgrzech do miejscowości Nagybanya (późn. Baia Mare). Artysta na Węgrzech uczestniczył w wystawach w Budapeszcie, gdzie na wystawie Plastyka zakupiono jego obraz Suchotnica. Następnie jego prace były również wystawiane w Monachium i Petersburgu.
W późniejszym okresie zamieszkał w Paryżu – tam podjął pracę w Muzeum Przemysłu Artystycznego, i zaprojektował panneau dekoracyjne dla rosyjskich pawilonów na Wystawie Światowej w 1900. W latach 1901–1919 mieszkał w Taganrogu, gdzie pracował jako nauczyciel rysunku w wyższej szkole handlowej oraz prowadził własną szkołę malarstwa w Petersburgu, uczestnicząc w tym okresie w wystawach malarskich w Moskwie, Petersburgu i Wilnie oraz udzielając się społecznie – był współtwórcą muzeum miejskiego im. Antona Czechowa. Ponadto tworzył scenografie do przedstawień szkolnych oraz dla teatralnych zespołów amatorskich. W 1905 namalował sztandar dla robotników uczestniczących w rewolucji 1905 roku, a w 1919 zaangażował się w ochronę zabytków Taganrogu podczas rewolucji październikowej.
Po rewolucji jako repatriant zamieszkiwał barak dla repatriantów na Powązkach, gdzie odnalazł go jego znajomy – Ferdynand Ruszczyc, który zaproponował mu pracę na Uniwersytecie Wileńskim. Kubicki przystał na propozycję Ruszczyca i zamieszkał w Wilnie, gdzie w latach 1919–1939 prowadził zajęcia z malarstwa na Wydziale Sztuk Pięknych Uniwersytetu Stefana Batorego. W 1920 został mianowany profesorem nadzwyczajnym i prowadził katedrę malarstwa portretowego, a od semestru 1926/1927 prowadził również projektowanie i wykonywanie kilimów. W tym okresie był również członkiem Stowarzyszenia Artystów Plastyków Wileńskich i uczestniczył w wystawach malarskich, m.in. w 1928 w Wystawie Regionalnej w Wilnie i w 1929 w Powszechnej Wystawie Krajowej w Poznaniu. Swoje obrazy wystawiał również w Towarzystwie Zachęty Sztuk Pięknych w Warszawie. Planując 1 września 1939 przejść na emeryturę uprzednio przeprowadził się do rodzinnych Święcian, lecz w wyniku obawy odcięcia od bliskich podczas II wojny światowej przebywał w Wilnie. Benedykt Kubicki w 1945 jako repatriant przeprowadził się do Łodzi. Mimo propozycji podjęcia pracy pedagogicznej, ze względu na zaawansowaną chorobę serca, nie podjął się jej. Zmarł w Łodzi, gdzie został pochowany w części rzymskokatolickiej Starego Cmentarza.
W 2022 prace Benedykta Kubickiego weszły do domeny publicznej.

### Życie prywatne
Benedykt Kubicki był synem cukiernika Napoleona Kubickiego oraz Emilii z domu Gloger, małżeństwo oprócz Benedykta, miało drugiego syna – Eugeniusza. Żoną Benedykta Kubickiego była Maria z domu Pikiel (ślub w 1901), z którą miał trzy córki: Weronikę, Halinę i Ludmiłę. W domu rodzina Kubickich posługiwała się językiem polskim.

## Malarstwo
Benedykt Kubicki był głównie portrecistą malującym głównie portrety pojedyncze i zbiorowe. Obrazy Kubickiego znajdują się m.in. w zbiorach Muzeum Narodowego w Warszawie, muzeum w Taganrogu oraz Muzeum Sztuki w Wilnie.

### Obrazy

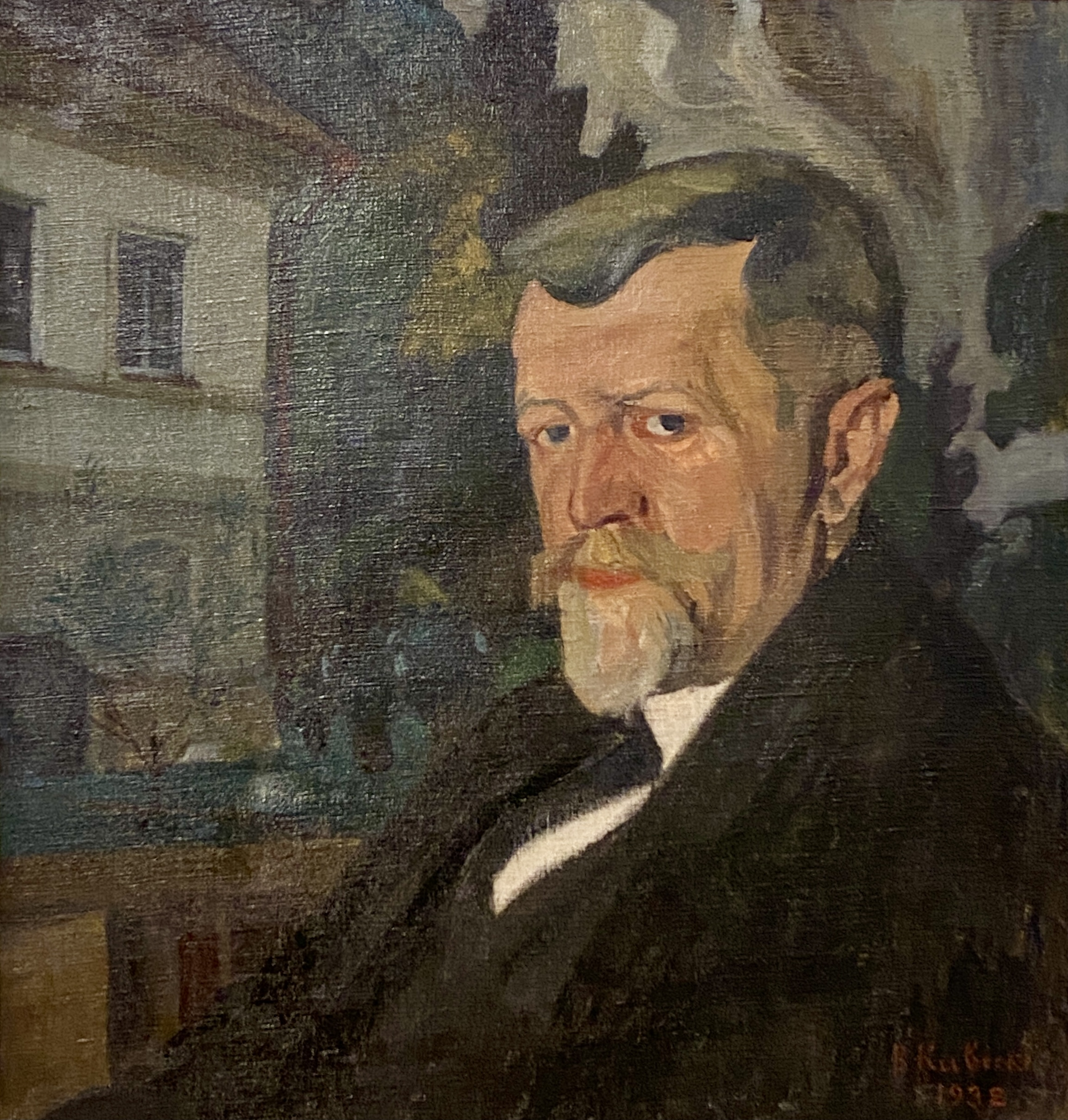
Benedykt Kubicki, Portret Ferdynanda Ruszyca, 1932

- Portret rodziny senatora S. Iwanowa (1897)[3]
- Kalwaria (1897)
- Cyganiątko (1898)[2]
- Portret rodziny Solskich (1900)[3]
- Portret brata Wilhelma (1900)
- Portret bratowej Marii Kubickiej (1900)
- Portret matki (1902)
- Portret babki z wnuczką (1902)
- Portret teściowej Marii Pikiel (1903)
- Brzozy (1908)
- Autoportret (1902, 1934)
- Portret żony (1903, 1914)
- Portret córki Haliny (1907, 1914)
- Portret Eugeniusza Garszyna (1912)
- Portret St. Białasa (1923)
- Portret córki Ludmiły (1925)
- Portret M. Siedleckiego (1921)
- Portret prorektora Uniwersytetu Wileńskiego Józefa Ziemackiego (portret pośmiertny, 1926)
- Portret Alfreda Dauna (1924-1926)
- Portret prof. St. Władyczki (1928)
- Portret K. Dauna (1928)
- Portret Ferdynanda Ruszyca (1932)
- Portret A. Bogusławskiego[2]
- Portret artystki Mieńszykowowej
- Portret artysty Ławrowa[3]